# Shadi Sadr
Shadi Sadr (persa: شادی شادی) (Teheran, 1974) és una advocada iraniana, assagista, periodista, activista i defensora dels drets humans, de les dones i de les persones LGBTI, fundadora i directora executiva de Justícia per a l'Iran (JFI). És també la fundadora de Zanan-e Iran (Dones de l'Iran), el primer lloc web dedicat a l'activisme per a la defensa de les dones a l'Iran. L'any 2004 va rebre el premi Ida B. Wells de Women's eNews per la valentia en el periodisme, el 2009 el premi alemany pels defensors dels Drets Humans Mensenrechtentulp i el març de 2010, el Premi Internacional Dona Coratge dels Estats Units.
Sadr és una experta en drets legals de les dones a l'Iran; es va graduar en dret i té un màster en dret internacional per la Universitat de Teheran. Va ser directora de Raahi, un centre d'assessorament jurídic per a dones, tancat per les autoritats de la República Islàmica, i va fundar el lloc web Zanan-e Iran dedicat als activistes dels drets per les dones. Com a advocada va representar diverses dones activistes i periodistes condemnades a mort, com Shiva Nazar Ahari, defensora dels drets humans i membre del Comitè de Periodistes pels Drets Humans, que va ser arrestada el 14 de juny de 2009.
Com a activista és una de les iranianes que han fet campanya per erradicar la pràctica de la pena de mort per lapidació, especialment de dones, en una campanya coneguda com a End Stoning Forever ('Posar fi a la lapidació per sempre'), una d'entre les diverses que ha posat en marxa el Women's Field, un grup de drets de les dones del qual Sadr és membre. Després del terratrèmol al sud-est de l'Iran de 2003, va ajudar a organitzar els esforços per recollir aliments i altres subministraments per a dones i nens a la zona de Bam. A conseqüència de les seves activitats ha estat empresonada a l'Iran diverses vegades abans de marxar del país el 2009. També va ser una de les 33 dones detingudes al març de 2007 després de reunir-se fora d'un tribunal de Teheran per protestar pacíficament contra el judici de cinc dones acusades de "propaganda contra el sistema", "actuar contra la seguretat nacional" i "participar en una manifestació il·legal" en relació amb una manifestació el 12 de juny de 2006 en suport dels drets de les dones. També ha estat agredida i segrestada, com el 17 de juliol de 2009, quan va ser colpejada per milicians vestits de civil que van obligar-la a entrar dins un cotxe, la van portar a un lloc desconegut, i la van alliberar 11 dies més tard.